# Murahalmos
Murahalmos (korábban Kupsincz, szlovénül: Kupšinci, vendül Kipšinci, németül: Küpschintzen) főleg szlovének által lakott település Szlovéniában, Muravidéken, Pomurska régióban. Közigazgatásilag  Muraszombat városi községhez tartozik. A 19. század végén kapott magyar neve feledésbe merült, a szlovéniai magyarok sem használják, a térképeken sem szerepel.

## Fekvése
Muraszombattól 5 km-re északnyugatra a Lendva-patak jobb partján fekszik.

## Története
1365-ben "Kopsinch" alakban említik először. Ekkor Széchy Péter fia Miklós dalmát-horvát bán és testvére Domonkos erdélyi püspök kapták királyi adományul illetve cserében a Borsod vármegyei Éleskőért, Miskolcért és tartozékaikért Felsőlendvát és tartozékait, mint a magban szakadt Amadéfi János birtokát. A település a későbbi századokon át is birtokában maradt a családnak. Az 1366-os beiktatás alkalmával részletesebben kerületenként is felsorolják az ide tartozó birtokokat, melyek között a falu "Kupsynch in districtu Beelmura" alakban szerepel. A felsőlendvai uradalom belmurai kerületéhez tartozott.
Vályi András szerint " KUPSINCZ. Tót fau Vas Várm. földes Ura G. Szapáry Uraság, lakosai katolikusok, fekszik Murai Szombathoz fél mértföldnyire, határja síkos, földgye termékeny, réttyei jók, legelője, fája elég, szőleje is van, keresetre módgyok Stájer Országban ."
Fényes Elek szerint " Kupsincz, vindus falu, Vas vmegyében, a muraszombati uradalomban, 120 evang., 80 kath. lak."
Vas vármegye monográfiája szerint " Halmos, 53 házzal és 340 vend lakossal. Vallásuk r. kath. és ág. ev. Postája és távírója Muraszombat. A lakosok községi hitelszövetkezetet tartanak fenn."
A faluban a 18. században külön iskola működött. A 19. században a muraszombati Szapáry-család birtokában állt, feljegyzések szerint termékeny, jó minőségű termőtalaja volt a falunak, jó fákkal, legelőkkel és szőlőkkel. Kereskedelmi út is haladt errefelé Stájerország irányába.
Eredetileg Kupsinc (másutt Kopsinc) néven szerepelt a térképeken, de a 19. század végi földrajzinév-magyarosítási hullám során Halmos-ra, majd Murahalmos-ra változtatták a nevét. 1898-ban 340, vend (szlovén) lakost tartottak számon.
1910-ben 332, többségben szlovén lakosa volt, jelentős magyar kisebbséggel. A trianoni békeszerződésig Vas vármegye Muraszombati járásához tartozott. 1919-ben átmenetileg a Vendvidéki Köztársasághoz tartozott. Még ebben az évben a Szerb–Horvát–Szlovén Királysághoz csatolták, ami 1929-től Jugoszlávia nevet vette fel. 1941-ben átmeneti időre ismét Magyarországhoz tartozott, de 1945 után visszakerült jugoszláv fennhatóság alá. 1991 óta a független Szlovénia része, ekkor 360 lakosa volt. 2002-ben 411 lakosa volt, akik katolikusok és evangélikusok. Utóbbiak egyházilag a muraszombati evangélikus templomhoz tartoznak, míg előbbiek Csendlakra járnak istentiszteletre.

## Nevezetességei
- Evangélikus kápolnája a 20. század első negyedében épült.
- Római kori halomsírok.
- Római „villa rustica” maradványai.